# Zbigniew Zegan
Zbigniew Zegan (ur. 1943 w Krakowie) – polski fotografik, publicysta, krytyk i historyk fotografii, profesor nadzwyczajny krakowskiej Akademii Sztuk Pięknych im. Jana Matejki w Krakowie.
W latach 1963–1965 studiował w Studium Nauk Społecznych w Krakowie socjologię i historię. W czasie studiów pracował jako fotograf prasowy i dziennikarz. Od 1965 do 1967 przebywał w Wiedniu, gdzie pracował m.in. jako fotograf w studiu reklamowym „Thron Grafik”. W 1974 uzyskał dyplom w krakowskiej ASP w zakresie architektury wnętrz na Wydziale Projektowania Plastycznego. W 1975 rozpoczął pracę w macierzystej uczelni na stanowisku asystenta w Międzywydziałowym Zakładzie Fotografiki ASP. W latach 1981–1983 zainicjował i od tego czasu organizował pierwszą w Polsce Katedrę Fotografii na Wydziale Grafiki ASP w Krakowie, gdzie po przewodzie kwalifikacyjnym I. stopnia (dr) uzyskał w 1983 stanowisko adiunkta. W 1998 był wydawcą pierwszego numeru Zeszytów Naukowych i Artystyczne ASP (PHOTOGRAPHICA).